# Fernand Divoire
Fernand Divoire, né le 10 mars 1883 à Bruxelles et mort le 18 juillet 1951 à Vaucresson, est un écrivain d'origine belge et naturalisé français en 1912.

## Biographie
Très tôt venu à Paris, Fernand Divoire publia son premier article à La Nouvelle Revue et son premier poème aux Essais, où il collabore avec Jean-Louis Vaudoyer, Robert de Traz, Maurice Heine. Son premier livre, Cérébraux, paraît en 1910 chez Eugène Figuière.
Peu avant la Première Guerre mondiale, il se rapproche des courants d'avant-garde, sans jamais appartenir à aucun groupe et participe au lancement de la revue Montjoie ! « organe de l'Impérialisme artistique français, gazette bimensuelle illustrée », une « gazette d'art cérébriste » [sic] dirigée par Ricciotto Canudo et à laquelle participèrent Blaise Cendrars, Jacques Villon, André Salmon, Guillaume Apollinaire, Bakst, Erik Satie, Igor Stravinsky, Maurice Ravel, Marc Chagall, Valentine de Saint-Point, etc.
Passionné de danse contemporaine, il fut journaliste curieux de tout (secrétaire général de L'Intransigeant, puis rédacteur en chef du Journal littéraire), écrivant parfois sous les pseudonymes de Hiram ou de Rabette-Divoire (en collaboration avec Charlotte Rabette) et produisit de nombreux ouvrages sur l'occultisme ainsi que des essais philosophiques.
Certains de ses recueils de poésie sont illustrés par des artistes reconnus comme Antoine Bourdelle, Jean Metzinger, André Dunoyer de Segonzac, Berthold Mahn, Alexandre Trétiakoff… En 1934, au Théâtre des Champs-Élysées à Paris, la danseuse Mila Cirul (en) a chorégraphié son poème La Tentation dans des décors du peintre Tito Livio de Madrazo.
Il fut éditorialiste au journal collaborationniste "Paris-Midi" de 1942 à 1944 aux côtés d'Abel Bonnard, Jean-Pierre Maxence et Louis-Ferdinand Céline.

## Fernand Divoire et Isadora Duncan
Néologiste, Fernand Divoire nous livre en 1909 le terme d’isadorables, désignant six danseuses les plus proches (puis adoptées) d’Isadora Duncan. Divoire est écrivain, un proche ayant côtoyé le duo des sœurs Duncan dans leurs épopées d’écoles, mais aussi les isadorables, produits de ces dernières.
Il s’inspire de cet élan de nouveauté qu’impulsent les Duncan dans ses écrits, et dédie « pour Miss Isadora » sa glose La danseuse de Diane, en complément aux Dessins sur les danses d’Isadora Duncan, 1911, d’André Dunoyer de Segonzac. Il s’agit d’une longue prose (environ 8 pages entrecoupées de dessins) dans laquelle Divoire glorifie Isadora, tantôt pour elle-même, tantôt en l’associant à Diane. C’est un choix personnel puisque Isadora, elle, s’identifie à Vénus: « Je suis née sous le signe de Vénus – Vénus qui naquit aussi de la mer, et, quand son étoile monte au ciel, les événements me sont toujours propices. », en plus des ménades et bacchantes.
Fernand Divoire nous montre un autre regard sur la danseuse, qui n’est pas seulement belle et créatrice, mais aussi chasseresse et vierge. Dans son style, Divoire essaie déjà de rendre compte de la rupture de la danse de Duncan. Sa prose est marquée de nombreuses figures de styles qu’il superpose, exaltant les sensations du lecteur comme Divoire l’a été face au spectacle de Duncan. « Pour mes narines, elle parfume l’air d’encens. Pour mes yeux, elle tisse le voile léger où viendra se dessiner, dansante, la vision que j’attends. Pour ma bouche, à la fin de cette journée, elle est un exquis breuvage d’oubli, et pour mes oreilles, elle est : la Musique infinie »
Divoire réalise une anaphore en pour, afin d’introduire une synesthésie (« narines » - « parfum », « yeux » - « vision », « bouche » - « breuvage », « oreilles » - « Musique »). Il omet le toucher, puisque s’agissant d’un spectacle c’est un sens qui n’a pas sa place. Fernand Divoire use également de l’anacoluthe, il détourne la syntaxe par une multiplication de virgules et des prépositions introduisant des compléments sans antécédent. Il personnifie en Isadora la Musique entière, par l’usage d’une majuscule. Plus que la danser, elle l’incarne. Son aisance rédactionnelle, sa prétendue brutalité et spontanéité du récit font écho à la sinuosité, non-conformité de la danseuse, ou encore les accusations d’improvisations qui lui sont faites. Fernand Divoire développe un éloge comme s’il déroulait une pelote de fil, de manière continue et sans paraître revenir en arrière pour structurer ce qu’il rédige, signalant l’infinité du langage et de ses combinaisons. À souligner que Divoire fait partie des cercles dits d’avant-garde, contemporain de la génération d’écrivains surréalistes (sans s’en revendiquer), de l’écriture automatique et autres expériences lexicales. En bref, Fernand Divoire écrit une prose très libre, en rupture avec les schémas de récit traditionnel bien qu’infiniment savante et riche stylistiquement.
La description qu’il réalise d’Isadora Duncan est à la hauteur de sa forme : étonnante et singulière. Il s’adresse à elle « Car tu es la danseuse de Diane. Comme elle, tu portes la tunique courte et comme les siens tes cheveux sont noués pour la course. Comme elle, tu es naïve et barbare ; comme elle, tu aimes l’effort des longues poursuites et la candeur paisible et froide des nuits bleues. Danse devant nous et devant nos compagnes ornées de dentelles et de pierres brillantes, toi qui tuas à coups de flèches les enfants de Niobé la vaine. ». C’est bien de Diane qu’il s’agit, dans sa dualité de vierge chasseresse («naïve et barbare »). La jeunesse et l’innocence sont souvent données à Isadora, comme Marguerite de Saint-Marceaux qui lui donne à peine dix-huit ans en 1901, lorsqu’elle en a vingt-quatre passés.
Fernand Divoire souligne sa naïveté mais la détache aussi du commun des femmes, opposant la « tunique courte » aux « dentelles » et « pierres brillantes » des dames qui constituent le public avec lui. Fernand Divoire met en avant la simplicité, la pureté ou encore l’authenticité d’une féminité sans parures ni richesses. Dans ces deux extraits, l’écrivain met majoritairement l’accent sur des aspects d’Isadora qu’elle revendique, à savoir son authenticité, son association à la mythologie antique, son dépouillement, la pureté de sa danse totale et sa liberté moderne. Ces deux dernières notions, d’art total et de liberté, Divoire sait les retranscrire dans la forme même de sa glose. Il élit la prose, et se donne une liberté stylistique, ponctuée d’accès laudatifs comme un écrivain en transe, inspiré par sa muse antique. La mise en page, entourant les dessins de Dunoyer de Segonzac, est également pensée dans un souci de plénitude de l’espace du papier, laissant cohabiter deux arts pour témoigner d’un troisième.
Fernand Divoire compose également une Exhortation à la victoire dédiée à Isadora Duncan, entre 1913 et 1914. Il entre dans la conception duncanienne de l’art comme symbole de vie, et lui offre un chœur tragique en soutien au deuil de ses enfants. Il met en mots des supplications d’hommes, de femmes et d’adolescents pour qu’elle se lève de sa douleur et danse à nouveau, ancrant une tragédie personnelle dans une tragédie théâtrale, antique et intemporelle. Ce flottement entre art et vie qui s’entremêlent et se nourrissent (à ne pas confondre avec l’autobiographie, même si les deux notions se nouent) est une conception forte et fondamentale qui a une vraie postérité dans la conception même de l’art, dans les générations artistiques suivantes.

## Écrits
- Cérébraux, Chroniqueur de Paris, 1906
- Poètes, H. Falque, 1908
- Les Deux Idées. Faut-il devenir mage ? Eliphas Lévi et Péladan. Nietzsche, le surhomme et le mage. La doctrine des forts., H. Falque, 1909
- Les Deux Idées II. Metchnikoff, philosophe, H. Falque, 1911
- Introduction à l'étude de la stratégie littéraire, Sansot & Cie, 1912 (rééd. Mille et une nuits, 2005)
- L'Amoureux, 3e des poèmes de l'Urbs, À la Belle édition, 1912
- Exhortation à la victoire, Jouve, 1916
- Isadora Duncan, fille de Prométhée, Éditions des Muses françaises, 1919
- Le Grenier de Montjoie !, Édition du Carnet Critique, 1919
- Âmes, Les Poètes de la Renaissance du livre, 1918
- Gabriel-Tristan Franconi, Les Amis d'Édouard, 1921
- Ivoire au soleil : poème à trois plans concentriques, La Vie des lettres, 1922
- Orphée..., Les Poètes de la Renaissance du livre, 1922
- Marathon, épisode tragique en 2 parties..., J. Hébertot, 1924
- Découvertes sur la danse, G. Crès et Cie, 1924
- L'homme du monde, Le Sagittaire, 1925
- Les Grands mystiques. Villiers de l'Isle-Adam, Léon Bloy, Huysmans, Péladan, etc., Cercle de la librairie, 1925
- Itinéraire. Poèmes avec parenthèses, Stock, 1928
- Pourquoi je crois à l'occultisme, Éditions de France, 1928
- avec André Salmon et Géo London, Roman d'un crime, Éditions des Portiques, 1928
- Stratégie littéraire, portrait-frontispice par Berthold Mahn, La Tradition de l'intelligence, 1928
- Poèmes choisis, Eugène Figuière, 1932
- Néant... paradis... ou réincarnation ?, Dorbon aîné, 1934
- Pour la danse, Saxe, 1935
- Bertrand du Guesclin, conquérant de l'Espagne, Les Éditions nationales, 1937
- J'apporte la réponse, Jean-Renard, 1943
- Occultisme, casse-cou !, Dervy, 1948